# Milovan Zidar
Milovan Zidar, slovenski agronom in politik, * 6. avgust 1931, Lemberg pri Šmarju, † februar 2024.

## Življenje in delo
Osnovno šolo je obiskoval v rojstnem kraju, gimnazijo v Celju, kjer je tudi maturiral (1950). Na ljubljanski Agronomski in gozdarski fakulteti je študiral agronomijo, vmes opravil prakso (Bizeljsko 1952, Irick v kantonu Aargau 1953, Königswinter pri Bonnu 1954) in 1956 diplomiral. Na Visoki šoli za politične vede, sociologijo in novinarstvo v Ljubljani je 1962 končal še prvo stopnjo politologije. Zaposlen je bil pri Zadružni zvezi v Celju (1956–1957), Kmetijski poslovni zvezi v Slovenskih Konjicah (1957–1960), Vodni skupnosti v Celju (1960–1961), Kmetijsko gozdarski zbornici v Celju (1961–1962) in Kmetijskem kombinatu v Žalcu (1962–1969) kjer je bil glavni direktor. V letih 1969–1978 je bil član Izvršnega sveta Socialistične republike Slovenije, 1972–1978 tudi republiški sekretar za kmetijstvo, gozdarstvo in prehrano. V tej funkciji je začel uvajati celostno modernizacijo slovenskega kmetijstva in vodil akcijo za obvezno starostno zavarovanje kmetov. V letih 1978–1982 je bil član Zveznega izvršnega sveta SFRJ in predsednik zveznega komiteja za kmetijstvo. Več let je bil odgovoren za politiko trga in cen in za skladnejši razvoj SRS. Leta 1983 je bil imenovan za izrednega in pooblaščenega veleposlanika SFRJ na Madžarskem. Od 1988–1989 je bil predsednik Republiškega družbenega sveta za gospodarski razvoj in ekonomsko politiko in 1991-1992 direktor Inštituta za hmeljarstvo in pivovarstvo v Žalcu. V mandatih 1963–1967 in 1969–1973 je bil poslanec Skupščine SRS, 1967–1970 član Zvezne konference SZDL, 1968–1972 Konference ZKS in 1978–1982 CK ZKJ. Za delo na gospodarskem in političnem področju je prejel več odlikovanj in priznanj.

## Odlikovanja in priznanja
- red dela z zlatim vencem (1963, 1973),
- red zaslug za ljudstvo s srebrnim vencem (1965)
- red republike s srebrnim vencem (1978)
- priznanje IHB (svetovno združenje hmeljarjev, 1969)
- Jesenkovo priznanje (1979)